# Oxytropis popoviana
Oxytropis popoviana är en ärtväxtart som beskrevs av Galina A. Peschkova. Oxytropis popoviana ingår i släktet klovedlar, och familjen ärtväxter. Inga underarter finns listade i Catalogue of Life.